# Stunt
 Der er for få eller ingen kildehenvisninger i denne artikel, hvilket er et problem. Du kan hjælpe ved at angive troværdige kilder til de påstande, som fremføres i artiklen.

Et stunt er en usædvanlig, vanskelig og dramatisk fysisk bedrift, der kan kræve en særlig færdighed, og som udføres til kunstneriske formål, normalt for et offentligt publikum, f.eks. på tv eller i biografer. Stunts indgår ofte i actionfilm. I tiden før computergenererede billedspecialeffekter var brugen af stunt begrænset til brug af modeller, falsk perspektiv og andre kameraeffekter, medmindre det var muligt at finde nogen, der var villig til at udføre det pågældende stunt, en såkaldt stuntman.

## Stunts i Danmark
Stunts i Danmark startede for alvor i 80'erne[kilde mangler] med Spang Olsen brødrene, Martin og Lasse Spang Olsen med indsatser i film som Midt om natten, Mord i Mørket, Mord i Paradis og Jydekompagniet. Spang Olsen brødrene havde desuden også en stunt skole som mange af de nuværende aktører på stuntmarkedet gik på. Spang Olsen brødrene er nu "pensionerede" indenfor stuntbranchen.
Eksempler på aktuelle danske stuntkoordinatorer er Stig Günther som er indehaver af 2 Guinness verdensrekorder og Deni Jordan som har vundet. i Moskva samt blev nomineret til en Taurus World Stunt Award for "Best action in a Foreign Feature." i 2010 og 2014. Stig Günther er kendt for at koordinere Forbrydelsen, Rejseholdet, Borgen og mange andre produktioner. Deni Jordan har stuntkoordineret flere sæsoner af Broen, Mænd og Høns, Wallander og mange andre film og tv-serier.
Forinden stunts i danske film i 1980'erne og senere, har der været gennemført stunts i danske film siden stumfilmæraen. Særlig Emilie Sannom opnåede stort bevågenhed for sine halsbrækkende stunts i 1910'erne.